# Dean Whitehead
Dean Whitehead (født 21. januar 1982 i Abingdon, England) er en engelsk fodboldspiller, der spiller som midtbanespiller hos Huddersfield Town. Han har spillet for klubben siden 2015, og har tidligere optrådt for blandt andet Stoke City, Sunderland, Middlesbrough og Sunderland.